# Кедрозерское сельское поселение
Кедрозе́рское сельское поселение — муниципальное образование в Кондопожском районе Республики Карелия Российской Федерации. Административный центр — посёлок Кедрозеро.

## Население
| 2009 | 2010 | 2012 | 2013 | 2014 | 2015 | 2016 |
| ---- | ---- | ---- | ---- | ---- | ---- | ---- |
| 680  | ↘508 | ↘483 | ↘457 | ↘428 | ↘398 | ↘381 |
| 2017 | 2018 | 2019 | 2020 | 2021 | 2023 |      |
| ↘370 | ↘360 | ↘330 | ↘310 | ↗526 | ↘510 |      |

## Населённые пункты
В состав сельского поселения входит 9 населённых пунктов:
| № | Населённый пункт  | Тип населённого пункта | Население |
| - | ----------------- | ---------------------- | --------- |
| 1 | Ватнаволок        | деревня                | ↘14       |
| 2 | Илемсельга        | деревня                | ↘36       |
| 3 | Кедрозеро         | посёлок                | ↘302      |
| 4 | Лижма             | деревня                | ↘42       |
| 5 | Лижма             | станция                | ↗17       |
| 6 | Лукин Остров      | деревня                | ↗2        |
| 7 | Мянсельга         | деревня                | ↗8        |
| 8 | Новый Посёлок     | посёлок                | ↘36       |
| 9 | Станция Мянсельга | посёлок                | →0        |

## Местное самоуправление
Главы сельского поселения
- Анатолий Михайлович Папченков
- до 2023 года (и. о.) — Павел Егорович Конев
- с 20 ноября 2023 года — Елена Львовна Аверина[16]